# Планкет, Робин, 8-й барон Планкет
Робин Ратмор Планкет, 8-й барон Планкет (англ. Robin Rathmore Plunket, 8th Baron Plunket; 3 декабря 1925 — 16 ноября 2013) — британский лорд, политик, внук деятеля британской партии вигов и Архиепископа Дублина Уильяма Конингэма Планкета.

## Биография
Родился 3 декабря 1925 года. Второй сын в семье. Родители: Теренс Конингэм Планкет, 6-й барон Планкет, и Дороти Мэйбл Льюис, незаконнорождённой дочери актрисы Фанни Уорд и маркиза Лондондерри Чарльза Вейн-Темпест-Стюарта. Крещён 1 февраля 1926 года в церкви Спасителя на Уолтон-стрит в Лондоне. Крёстная мать: герцогиня Йоркская Елизавета, представлена Мэбелл Огилви, графиней Эрли. Родители трагически погибли в авиакатастрофе в 1938 году, и все их трое детей — Робин и его братья Патрик и Шон — были усыновлены своей тётей, достопочтенной Хелен Родес.
Робин окончил Итонский колледж, служил в Британской армии (в Стрелковой бригаде) в 1943—1947 годах и сражался на фронтах Второй мировой войны, дослужился до звания капитана. Титул барона получил в 1975 году после смерти своего брата Патрика и стал 8-м бароном Планкетом. Неоднократно он заседал в Палате лордов. Был женат на Дженнифер Саутвелл (венчание прошло 8 ноября 1951 года). Детей в браке не было. Пара проживала в Лондоне.
Робин Ратмор Планкет скончался 16 ноября 2013 года, и его титул перешёл к племяннику Тайрону Шону Теренсу Планкету, который был сыном Шона Планкета (1931—2012), младшего брата Робина.